# Secret d'État (film, 1950)
Pour les articles homonymes, voir Secret d'État (homonymie).
Ne pas confondre avec Raisons d'État (The Good Shepherd), un film de 2006 réalisé par Robert De Niro.
Pour plus de détails, voir Fiche technique et Distribution.
Secret d'État (titre original : State Secret) est un film dramatique britannique  réalisé par Sidney Gilliat, sorti en 1950.
Le film a pour principaux interprètes Douglas Fairbanks Jr., Jack Hawkins, Glynis Johns, Olga Lowe, et Herbert Lom. Aux États-Unis, le film est sorti sous le titre The Great Manhunt.
Le film suit John Marlowe, un chirurgien américain, qui est contacté par les autorités de la Vosnia, un pays ficitif de l'Europe centrale, qui lui demandent d'opérer de toute urgence le chef du régime en place. John Marlowe accepte mais malheureusement le dictateur décède et le gouvernement, qui ne veut pas ébruiter l'affaire, remplace Niva par un sosie mais Marlowe en sait trop.

## Synopsis
John Marlowe est un chirurgien américain en visite en Angleterre lorsqu'il est invité à Vosnia, un petit pays fictif européen où l'on parle le vosnien, sorte d'espéranto. Une fois là-bas, il apprend qu'il doit opérer le dictateur du pays, qui meurt mystérieusement mais est ensuite remplacé par un sosie. La police secrète du pays traque Marlowe, qui est l'un des seuls à connaître la mort du dictateur : son élimination physique est impérieuse pour la survie du régime.
Marlowe réussi à s'enfuir de ses poursuivants et demande de l'aide à Lisa Robinson. Ensemble, ils font chanter Karl Theodor, un passeur, pour qu'il les aide à traverser la frontière. Le groupe se retrouve plus tard poursuivis dans tout le pays et sont sur le point de s'enfuir lorsqu'un des hommes de Karl, qui les guide dans leur fuite au milieu des montagnes, est abattu par un garde-frontière, tandis que Lisa est blessée. Marlowe, qui pourrait s'échapper sans elle, décide de rester à ses côtés. Ils sont prêts à se rendre au groupe de soldats qui s'approche d'eux.
Pendant ce temps, le colonel Galcon, qui cumule les fonctions de Premier Ministre ainsi que ceux de la Santé, des Services Publics et de la Sécurité d'État, prépare un accident de tir pour tuer Marlowe mais, alors que ce dernier s'apprête à être tuer, le faux dictateur est alors entendu à la radio en train de prononcer un discours. À ce moment-là, des coups de feu se font entendre dans le poste radio, signifiant qu'un attentat vient d'avoir lieu contre le dictateur mais cela pousse Marlowe à retourner s'abriter à l'intérieur du bâtiment. De son côté, Galcon, qui a également entendu les coups de feu, confirme par téléphone que le meurtrier du premier dictateur a été assassiné par ses soins, avant de demander un pourparlers aux réfugiés.
Marlowe et Galcon discutent de leur situation mutuelle et le colonel se rend compte que sa carrière est peut-être finie pour lui. Comme le peuple a été témoin de la mort du dictateur sans que cela ne passe inaperçu cette fois, il n'est plus nécessaire de maintenir la dissimulation. Il fait libérer Marlowe et Robinson qui s'envolent vers la liberté.

## Fiche technique
- Titre : Secret d'État
- Titre original : State Secret
- Titre américain : The Great Manhunt
- Réalisation : Sidney Gilliat
- Assistant-réalisateur : Guy Hamilton
- Scénario : Sidney Gilliat, d'après le roman de Roy Huggins
- Photographie : Robert Krasker
- Montage : Thelma Connell
- Musique : William Alwyn
- Direction musicale : Muir Mathieson, dirigea nt le Royal Philharmonic Orchestra
- Direction artistique : Wilfred Shingleton
- Décors :
- Costumes : Ivy Baker, Beatrice Dawson
- Son : Alan Allen, Lee Doig
- Script : Paddy Arnold
- Producteur : Sidney Gilliat, Frank Launder
- Producteur exécutif :
- Directeur de production : Leslie Gilliat
- Société de production :  London Film Productions
- Société de distribution :  British Lion Film Corporation (Royaume-Uni), Columbia Pictures (États-Unis), Filmsonor (France)
- Pays de production :  Royaume-Uni
- Langue : Anglais
- Format : Noir et blanc — 35 mm — 1,37:1 — Son : Mono (RCA Sound System)
- Genre : Film dramatique, Thriller
- Durée : 104 minutes (1 h 44)
- Dates de sortie : 
  - Royaume-Uni : 11 septembre 1950

## Distribution
- Douglas Fairbanks Jr. : docteur John Marlowe
- Jack Hawkins : colonel Galcon
- Glynis Johns : Lisa Robinson
- Walter Rilla : général Nivo
- Karel Stepanek : docteur Revo
- Herbert Lom : Karl Theodor
- Hans Olaf Moser : Sigrist
- Guido Lorraine : lieutenant Prachi
- Eric Pohlmann : chef d'orchestre du téléphérique
- Anton Diffring : policier
- Peter Illing : Macco, le magicien
- Danny Green : chauffeur de taxi
- Robert Ayres : Arthur J. Buckman
- Howard Douglas : Clubman
- Martin Boddey : Clubman
- Russell Waters : Clubman
- Arthur Howard : Clubman
- Carl Jaffe : Janovic Prada & Barge Captain
- Gerard Heinz : Tomasi Bendel
- Nelly Arno : vendeuse

## Autour du film
- Sidney Gilliat a eu l'idée de faire le film à partir d'un article de journal qu'il a lu peu de temps avant la Seconde Guerre mondiale . Il a décidé qu'il ferait un «thriller de poursuite» dans le style des films qu'il avait écrits pour Alfred Hitchcock et Carol Reed , notamment The Lady Vanishes et Night Train to Munich[4].
- Une langue « vosnienne » a été construite pour le film par un expert en linguistique, combinant le latin, le hongrois et le slave[5].
- Le rôle vedette est allé à Douglas Fairbanks Jnr, qui avait réalisé un certain nombre de films britanniques dans les années 1930 et souhaitait à nouveau travailler dans le pays. Son casting a été annoncé en mai 1949[6].
- Douglas Fairbanks Jr. a déclaré plus tard: "Nous avons définitivement atteint le statut de One World en images. La comédie britannique et le jeu de personnages ne nous semblent plus lointains."[7].
- En juillet, il a été annoncé qu'une autre star hollywoodienne jouerait le rôle principal féminin, mais en août, l'actrice Glynis Johns a obtenu le rôle[8].